# Вся королевская рать (фильм, 1971)
«Вся королевская рать» — советский трёхсерийный телевизионный художественный фильм по одноимённому роману Роберта Пенна Уоррена, снятый в 1971 году Белорусским телевидением. Инициатором съёмки фильма, автором сценария и режиссёром-постановщиком картины был Александр Гуткович.
На ІV Всесоюзном фестивале телевизионных фильмов получил приз — «за художественно-реалистичный показ буржуазного образа жизни».

## История создания
Роман Р. П. Уоррена, опубликованный на русском языке в 1968 году, немедленно привлёк внимание советской публики. В кинематографических кругах сразу возникла мысль об экранизации, тем более что тема позволяла рассчитывать на поддержку партийно-идеологического руководства страны. Заявку на экранизацию почти одновременно подали Станислав Ростоцкий на «Мосфильме» и Александр Гуткович в Гостелерадио БССР. Вопрос решился в пользу белорусского варианта благодаря личному участию первого секретаря ЦК Компартии Белоруссии П. М. Машерова.
Фильм снимался Белорусским телевидением на базе киностудии «Мосфильм».
Бо́льшая часть фильма снималась в Клайпеде и Паланге.
Наум Ардашников снимал фильм как оператор-постановщик. После того, как съёмки были закончены, Гуткович в результате закулисных интриг был отстранён от монтажа, который поручили оператору фильма Науму Ардашникову. Таким образом он оказался в титрах первым (по алфавиту) постановщиком, а Гуткович — вторым.
На роль Вилли Старка поначалу был приглашён Павел Луспекаев, однако он умер во время съёмок фильма, когда было отснято около 30 процентов материала. Пришлось переснимать всё с начала.
После смерти Луспекаева на главную роль рассматривалось несколько актёров, в том числе Сергей Бондарчук, Армен Джигарханян, Андрей Попов, Олег Ефремов. Пригласить Георгия Жжёнова на роль предложил Михаил Козаков, исполнитель роли Джека Бёрдена. По легенде, для проверки достоверности типажа губернатора был приглашён консультант-американец, и он указал на фотографию Жжёнова как на самое подходящее лицо для этой роли.
Роль Вилли Старка стала любимой ролью Георгия Жжёнова.

## Сюжет
Энергичный, амбициозный и не гнушающийся средствами провинциальный политикан Вилли Старк становится губернатором штата. В отличие от конкурентов, Старк принимается на деле осуществлять многие обещания, которыми он завоевал голоса нижних слоёв населения, и восстанавливает против себя политическую и деловую верхушку. Со своими противниками Старк борется с помощью демагогии, шантажа и подкупа; те пользуются такими же средствами. Вице-губернатором Старк делает Крошку Дафи — беспринципного авантюриста, перебежавшего на сторону Старка из лагеря его главного политического конкурента Мак-Мерфи. Самого Старка интересует только власть как таковая, и следующим этапом его карьеры должно стать выдвижение в сенат. Чтобы устранить препятствия на этом пути, он намерен скомпрометировать одного из самых влиятельных своих оппонентов — судью Ирвина. Найти порочащие Ирвина сведения Старк поручает своему помощнику Джеку Бёрдену. Бёрден — один из немногих в окружении Старка, кто ещё сохранил остатки порядочности. Судья — старый друг семьи Бёрденов, и для Джека он является образцом честности и благородства. Джек принимается за работу, уверенный, что прошлое судьи безупречно.
Ради укрепления собственной популярности Старк затевает грандиозный проект — строительство крупнейшей бесплатной больницы. Заведовать будущей больницей Старк приглашает доктора Адама Стентона, друга детства Джека. Стентон крайне антипатично относится к Старку, но губернатора это не волнует. Ему необходимо связать своё имя с честным и уважаемым человеком, каким является знаменитый хирург-бессребреник Стентон. Адам соглашается.
Джек неожиданно для себя обнаруживает в биографии судьи грязный эпизод: Ирвин несколько лет назад получил большую взятку от крупной компании и стал косвенным виновником гибели человека. Стремясь дать судье шанс оправдаться, Джек добивается от Старка права поговорить с судьёй, прежде чем предать дело огласке. Выслушав Джека, Ирвин совершает самоубийство. Только после этого Джек узнаёт от своей матери, что Ирвин был его настоящим отцом.
Подряд на строительство больницы Старк обещает — стараниями Крошки Дафи — отдать компании, финансирующей Мак-Мерфи. Предполагается, что таким образом Старк сможет окончательно подавить своего противника. Но вскоре Старк отменяет своё решение. Мак-Мерфи наносит очередной удар по репутации Старка: выносит на публику неприглядные подробности личной жизни Старка-младшего, футболиста и повесы.
Борьба Мак-Мерфи и Старка заканчивается трагически: Адам Стентон стреляет в Старка и тут же гибнет сам от пули телохранителя. Джек проводит новое расследование и легко выясняет, что убийство Старка организовал Дафи. Он и любовница Старка Сэди Берк спровоцировали Адама Стентона на этот шаг. Они сообщили Стентону, что его сестра Анна находится в любовной связи со Старком, и именно этому Адам обязан своим назначением. Дафи, как вице-губернатор, автоматически садится в губернаторское кресло. Осознавая долю своей вины в происшедшем, Бёрден ничего не предпринимает против Дафи.

### Отличия от романа
Время действия фильма перенесено, судя по антуражу, в 1960-е годы, тогда как в книге основные события разворачиваются с 1922 по 1939 год.
В фильме отражены не все сюжетные линии романа Уоррена. Совершенно не показана история превращения Старка из наивного борца за права бедняков в циничного популиста и демагога. Соответственно, опущена и роль Джека в этой эволюции, и эволюция самого Джека. История отношений Джека, Ирвина, Адама и Анны и вообще семей Бёрденов, Стентонов и Ирвинов не раскрывается, некоторые её детали упоминаются вскользь. Скандальные похождения Тома Старка, подробно описанные в романе, в фильме только обозначены. Нет вставного рассказа о жизни Касса Мастерна и всех связанных с ней событий в жизни Джека; нет эпизода с «погружением в Запад» и так далее. Действие фильма завершается последним разговором Джека и Дафи, дальнейшая судьба героев остаётся за кадром.

## В ролях
- Георгий Жжёнов — Вилли Старк
- Михаил Козаков — Джек Бёрден
- Татьяна Лаврова — Сэди Бёрк
- Борис Иванов — Крошка Дафи
- Алла Демидова — Анна Стентон
- Олег Ефремов — Адам Стентон
- Ростислав Плятт — судья Ирвин
- Анатолий Папанов — отец Джека
- Лев Дуров — Рафинад, шофёр и телохранитель Старка
- Евгений Евстигнеев — Ларсон, бизнесмен
- Александра Климова — мать Джека Бёрдена
- Валентина Калинина — Люси Старк, жена Вилли Старка
- Инга Будкевич — секретарша
- Сергей Цейц — Байрам Уайт, ревизор штата
- Валерий Хлевинский — Том Старк, сын Вилли Старка
- Евгений Кузнецов — доктор Бланд
- Георгий Швецов — Джордж
- Галикс Колчицкий — Патон
- Павел Винник — фотокорреспондент (в титрах указан как В. Винник)
- Наталья Воробьёва — дочь Ортона Дьюмонда
- Витаутас Канцлерис[лит.] — эпизод
- Лаймонас Норейка — Лоудан
- Ада Войцик — миссис Литлпо
- Степан Бирилло — Хью Миллер
- Николай Бубнов — эпизод
- Иван Шатилло — редактор газеты

## Съёмочная группа
- Автор сценария и режиссёр-постановщик: Александр Гуткович
- Оператор-постановщик: Наум Ардашников (впоследствии добавлен в титры как сопостановщик фильма)
- Второй режиссёр: Орлов Владимир Александрович